# Comuna Bilmanka, Kuibîșeve
Bilmanka (în ucraineană Більманка) este o comună în raionul Kuibîșeve, regiunea Zaporijjea, Ucraina, formată din satele Bilmanka (reședința) și Deseatîricicea Jovtnea.

## Demografie
Componența lingvistică a comunei Bilmanka
     Ucraineană (97,23%)
     Rusă (2,77%)
Conform recensământului din 2001, majoritatea populației comunei Bilmanka era vorbitoare de ucraineană (97,23%), existând în minoritate și vorbitori de rusă (2,77%).